# Серви, Франко
Франко Эмануэль Серви (исп. Franco Emanuel Cervi; родился 26 мая 1994 года, Сан-Лоренсо, Аргентина) — аргентинский футболист, вингер клуба «Сельта» и сборной Аргентины.

## Клубная карьера

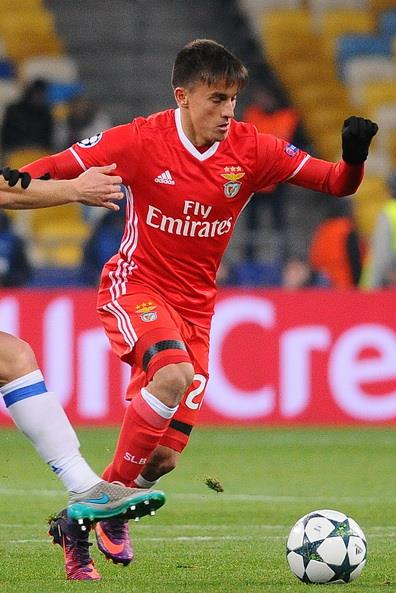
Серви в составе «Бенфики»

Серви — воспитанник клуба «Росарио Сентраль». В 2014 году он был включён в заявку основной команды. 9 ноября в матче против «Эстудиантеса» Франко дебютировал в аргентинской Примере, заменив во втором тайме Эрнана Энсину. 14 февраля 2015 года в поединке против «Расинга» Серви забил свой первый гол за «Росарио Сентраль». в том же году он помог клубу выйти в финал Кубка Аргентины. В 2016 году в матчах Кубка Либертадорес против «Ривер Плейта» и бразильского «Палмейраса» Франко забил по голу.
Летом 2016 года Серви перешёл в португальскую «Бенфику», подписав контракт на шесть лет. Сумма трансфера составила 4,7 млн евро. 7 августа в поединке за Суперкубок Португалии против «Браги» Франко дебютировал за «орлов». В этом же матче Серви забил свой первый гол за «Бенфику» и стал обладателем трофея. 13 августа в матче против «Тонделы» он дебютировал в Сангриш лиге. 13 сентября в поединке Лиги чемпионов против турецкого «Бешикташа» Франко забил гол. 2 октября в матче против «Фейренсе» Серви забил свой первый гол в чемпионате Португалии. 19 октября в поединке Лиги чемпионов против киевского «Динамо» он отличился вновь.В своём дебютном сезоне Серви стал чемпионом Португалии.

## Международная карьера
8 сентября 2018 году в товарищеском матче против сборной Гватемалы Серви дебютировал за сборную Аргентины. 11 октября в поединке против сборной Ирака он забил свой первый гол за национальную команду.

### Голы за сборную Аргентины
| #   | Дата            | Место                                               | Противник | Счёт | Результат | Соревнование      |
| --- | --------------- | --------------------------------------------------- | --------- | ---- | --------- | ----------------- |
| 01. | 11 октября 2018 | Стадион Принсал Файсала, Эр-Рияд, Саудовская Аравия | Ирак      | 0:4  | 0:4       | Товарищеский матч |

## Достижения
«Бенфика»
- Чемпион Португалии (2): 2016/17, 2018/19
- Обладатель Кубка Португалии: 2016/17
- Обладатель Суперкубка Португалии (3): 2016, 2017, 2019